# Ismaïl Aissati
Ismaïl Aissati (ur. 16 sierpnia 1988 w Utrechcie) – piłkarz holenderski grający na pozycji ofensywnego pomocnika.

## Kariera klubowa
Aissati urodził się w Utrechcie w rodzinie marokańskich emigrantów. Pierwsze kroki piłkarskiej kariery stawiał w klubach z rodzinnego miasta, DOS Utrecht oraz Elinkwijk Utrecht. Następnie trafił do młodzieżowej drużyny PSV Eindhoven, a w 2004 roku został włączony do kadry pierwszej drużyny. 19 października 2004 rozegrał swój pierwszy mecz w profesjonalnym futbolu. Był to mecz Ligi Mistrzów pomiędzy A.C. Milan, a PSV (0:0) i tym samym Aissati stał się najmłodszym w historii holenderskim piłkarzem w Lidze Mistrzów. Pobił rekord Ryana Babela, który w chwili debiutu był 8 miesięcy starszy. 9 dni później, 28 października Aissati zadebiutował w Eredivisie wygranym 3:0 meczem z Rodą JC Kerkrade (w 88. minucie zmienił Phillipa Cocu). W całym sezonie zagrał 18 razy i strzelił 2 gole (rewanżowym z Rodą oraz z Willem II Tilburg), a z PSV wywalczył mistrzostwo Holandii.
Sezon 2006/2007 Aissati rozpoczął także w PSV (10 meczów, 1 gol w rundzie jesiennej), a w zimie 2007 został wypożyczony do FC Twente, w którym wywalczył miejsce w podstawowej jedenastce. W Twente zadebiutował 20 stycznia 2007 w wygranym 2:1 wyjazdowym meczu z RKC Waalwijk. Jesienią 2007 wrócił do PSV i został mistrzem Holandii. Na początku sezonu 2008/2009 został zawodnikiem Ajaksu Amsterdam. Pierwszy ligowy występ w jego barwach zanotował 22 lutego przeciwko FC Volendam (2:1).
W sezonie 2010/2011 Aissati został wypożyczony do Vitesse Arnhem. W 2012 roku przeszedł do tureckiego Antalyasporu, a w 2013 roku został zawodnikiem Tereka Grozny. W 2016 przeszedł do Alanyasporu. Następnie grał w Balıkesirsporze, a w styczniu 2018 odszedł do Denizlisporu.
| Sezon   | Klub           | Kraj     | Rozgrywki     | Mecze | Bramki |
| ------- | -------------- | -------- | ------------- | ----- | ------ |
| 2005/06 | PSV Eindhoven  | Holandia | Eredivisie    | 18    | 2      |
| 2005/06 | PSV Eindhoven  | Holandia | Eredivisie    | 10    | 1      |
| 2006/07 | FC Twente      | Holandia | Eredivisie    | 14    | 1      |
| 2007/08 | PSV Eindhoven  | Holandia | Eredivisie    | 16    | 0      |
| 2008/09 | AFC Ajax       | Holandia | Eredivisie    | 9     | 1      |
| 2009/10 | AFC Ajax       | Holandia | Eredivisie    | 14    | 3      |
| 2010/11 | AFC Ajax       | Holandia | Eredivisie    | 2     | 0      |
| 2010/11 | Vitesse Arnhem | Holandia | Eredivisie    | 29    | 4      |
| 2011/12 | AFC Ajax       | Holandia | Eredivisie    | 16    | 2      |
| 2012/13 | Antalyaspor    | Turcja   | Süper Lig     | 31    | 3      |
| 2013/14 | Antalyaspor    | Turcja   | Süper Lig     | 2     | 0      |
| 2013/14 | Terek Grozny   | Rosja    | Priemjer-Liga | 13    | 0      |
| 2014/15 | Terek Grozny   | Rosja    | Priemjer-Liga | 24    | 0      |
| 2015/16 | Terek Grozny   | Rosja    | Priemjer-Liga | 28    | 1      |
| 2016/17 | Alanyaspor     | Turcja   | Süper Lig     | 12    | 0      |
| 2017/18 | Balıkesirspor  | Turcja   | 1. Lig        | 13    | 0      |
| 2017/18 | Denizlispor    | Turcja   | 1. Lig        | 13    | 0      |

## Kariera reprezentacyjna
W 2006 roku Aissati był członkiem młodzieżowej reprezentacji Holandii U-21 na Młodzieżowe Mistrzostwa Europy. Zagrał na nich we wszystkich meczach, wywalczył mistrzostwo (90 minut w wygranym 3:0 finale z Ukrainą) i został wybrany do Najlepszej Jedenastki mistrzostw.
Posiadając zarówno paszport holenderski, jak i marokański Aissati mógł wybierać, czy chce grać w seniorskiej reprezentacji Holandii czy Maroka. Ostatecznie zaczął grać w tej drugiej. Zadebiutował w niej 10 sierpnia 2011 w wygranym 2:0 meczu z Senegalem.